# Aloe bicomitum
Aloe bicomitum é uma espécie de liliopsida do gênero Aloe, pertencente à família Asphodelaceae.